# Nina Stibbe
Nina Stibbe (Willoughby Waterleys, 1962) è una scrittrice britannica.

## Biografia
Nata a Willoughby Waterleys, distretto di Harborough, nel 1962, ha trascorso l'infanzia a Leicester prima di trasferirsi a Londra.
Dopo aver lavorato come bambinaia, si è laureata in scienze umanistiche nel 1987 all'Università di Greenwich.
Ha esordito nella narrativa nel 2013 con l'autobiografico Love, Nina, una raccolta di lettere inviate alla sorella risalenti agli anni '80, quando era babysitter presso l'abitazione del regista Stephen Frears e dell'editrice Mary-Kay Wilmers.
Trasposta in serie televisiva da Nick Hornby nel 2016, il libro ha permesso all'autrice di avviare una carriera di scrittrice di successo sancita nel 2019 dalla conquista del Bollinger Everyman Wodehouse Prize grazie al romanzo Reasons to be Cheerful.

## Opere principali

### Romanzi
- Love, Nina: Despatches from Family Life (2013)
- Un uomo al timone[7] (Man at the Helm, 2014), Milano, Bompiani, 2018 traduzione di Beatrice Masini ISBN 978-88-452-9467-9.
- Casa paradiso (Paradise Lodge, 2016), Milano - Firenze, Giunti, 2019 traduzione di Beatrice Masini ISBN 978-88-452-9469-3.
- An Almost Perfect Christmas (2017)
- Reasons to be Cheerful (2019)

## Premi e riconoscimenti
- Bollinger Everyman Wodehouse Prize: 2019 vincitrice con Reasons to be Cheerful